# Кэйфер, Мэтт
Мэтт Кэйфер (англ. Matt Cafer; 27 сентября 1994, Уэймут, Дорсет, Великобритания) — английский и гибралтарский футболист, вратарь клуба «Ситтинберн». Выступал за сборную Гибралтара.

## Биография

### Клубная карьера
Родился в 1994 году в английском городе Уэймут. Воспитанник одноимённого клуба «Уэймут». В 2011 году подписал свой первый профессиональный контракт с клубом «Йовил Таун», однако ни одного матча за команду в итоге не сыграл. В 2012 и 2013 годах выступал в короткосрочных арендах за различные любительские коллективы.
В январе 2014 года Кэйфер подписал контракт с клубом чемпионата Гибралтара «Европа». Позже он перебрался в другой местный клуб «Манчестер 62», а затем ненадолго вернулся в Англию, где играл за клубы непрофессиональных лиг. С 2018 года продолжил играть в Гибралтаре.

### Карьера в сборной
Кэйфер стал активно вызываться в сборную Гибралтара с сентября 2018 года. Он был запасным вратарём команды на первых пяти матчах Лиги наций УЕФА, а в последнем 6-м туре дебютировал за сборную, отыграв весь против сборной Северной Македонии (0:4).

## Достижения
«Европа»
- Обладатель Суперкубка Гибралтара: 2016